# Stylogaster

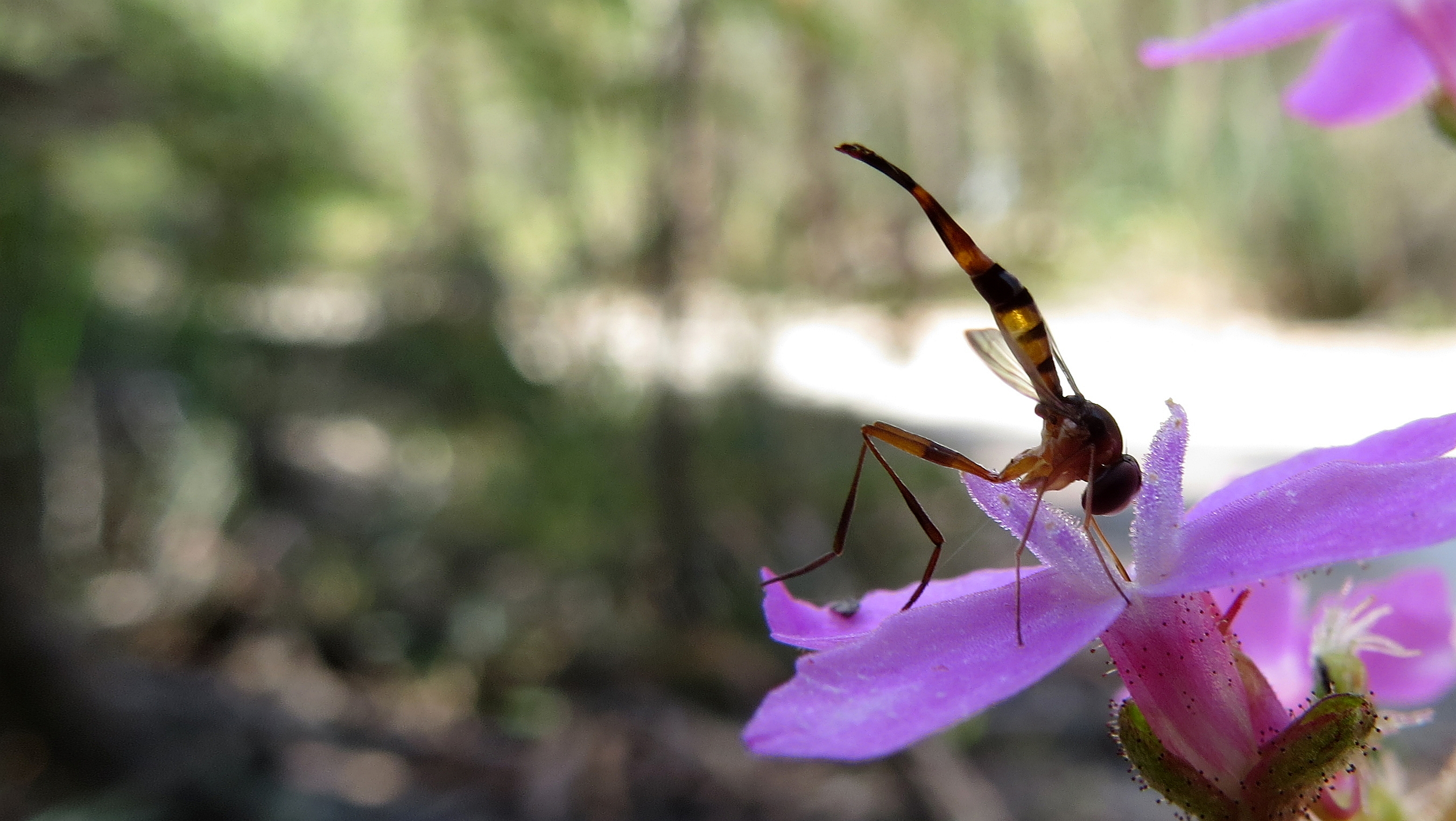
Stylogaster hembra

El género de moscas Stylogaster es un grupo algo desusado dentro de la familia Conopidae. Los huevos tienen forma de arpón, lo que les permite penetrar la cutícula de sus huéspedes. Las hembras tienen un largo ovipositor, puntiagudo, de donde viene el nombre Stylogaster, cola con estilete. Es el único género de la subfamilia Stylogastrinae, que algunos autores consideran como una familia separada: Stylogastridae (o Stylogasteridae).

## Biología
Los stylogastrinos son parásitos obligados de cucarachas, Orthoptera (saltamontes, grillos, etc.) y algunas moscas del grupo Calyptratae.
Estas moscas suelen aprovechar la marcha de las hormigas guerreras para atacar a los insectos que huyen de este peligro. Las larvas son endoparasitoides de tales insectos. Este comportamiento presenta un riesgo alto porque muchos de los huéspedes son atacados por las hormigas y así esos huevos se pierden.  
Con frecuencia los adultos visitan flores para alimentarse de néctar.

## Distribución
Se las encuentra desde el Neotrópico hasta Canadá, en África al sur del Sahara, y en partes del sur de Asia, incluyendo las Filipinas y Nueva Guinea.

## Especies seleccionadas
- Stylogaster biannulata (Say, 1823)
- Stylogaster camrasi Stuckenberg, 1963[1]
- Stylogaster ctenitarsa Camras & Parrillo, 1996[3]
- Stylogaster malgachensis Camras, 1962[1]
- Stylogaster neglecta Williston, 1883
- Stylogaster pauliani Curran, 1962[1]
- Stylogaster rafaeli Camras & Parrillo, 1996[3]
- Stylogaster seguyi Camras, 1962[1]
- Stylogaster seyrigi Séguy, 1932[1]
- Stylogaster sinaloae Camras, 1989
- Stylogaster smithiana Lopes, 1971
- Stylogaster souzai Monteiro, 1960
- Stylogaster souzalopesi Camras, 1990